# NGC 6434
NGC 6434 é uma galáxia espiral barrada (SBbc) localizada na direcção da constelação de Draco. Possui uma declinação de +72° 05' 18" e uma ascensão recta de 17 horas, 36 minutos e 48,8 segundos.
A galáxia NGC 6434 foi descoberta em 6 de Junho de 1788 por William Herschel.